# 唐纳德·福雷斯特·布朗
唐纳德·福雷斯特·布朗，VC（英語：Donald Forrester Brown，1890年2月23日—1916年10月1日），是新西兰维多利亚十字勋章得主，这是英联邦国家（包括英国）军人作战表现英勇能够获得的最高荣誉。
布朗生于达尼丁，第一次世界大战爆发时在家务农。1915年下半年他自愿入伍，加入新西兰远征军飘洋过海赶赴欧洲，分到奥塔哥步兵团第二营。他在西方战线作战，1916年9月在弗莱尔–库尔瑟莱特之战中表现英勇获颁维多利亚十字勋章，短短几天后就在勒特朗斯卢瓦之战阵亡，勋章只能追授。布朗是新西兰远征军首位西方战线维多利亚十字勋章得主，也是全军第二位获该勋章的军人。

## 早年经历
1890年2月23日，唐纳德·福雷斯特·布朗在新西兰达尼丁出生，父亲罗伯特·布朗（Robert Brown）在奥马鲁卖布，母亲叫杰西·麦克法兰（Jessie McFarlane，婚后改姓布朗），两人都是苏格兰移民，在新西兰成婚并生有十个孩子。小布朗是父母最小的儿子，先在南校学习，后就读奥马鲁的怀塔基男子高中。布朗完成学业后务农，1913年已在奥马鲁南部的托塔拉（Totara）买下农场。

## 第一次世界大战
第一次世界大战爆发后，布朗继续务农，但一年后便转让农场，于1915年10月19日志愿加入新西兰远征军。他在特伦特姆军营受训，晋升下士后于1916年1月随第九增援部队远赴中东。新组建的新西兰师在埃及训练，布朗抵达后分到奥塔哥步兵团第二营。几个月后，他随师前往法国投身西方战线。
新西兰军人抵达法国后前往阿尔芒蒂耶尔战区:48–50，该区战斗平缓，是新兵投身西方战线的前哨站:59。第二营在阿尔芒蒂耶尔东部驻扎，虽然不及其他前线阵地战斗激烈，但仍面临大炮和狙击手的威胁:93。第二营经常进出前线，逐渐积累堑壕战经验:93–94。1916年8月，新西兰师开始转移至索姆省:108。
同年九月，已晋升中士的布朗参与索姆河攻势弗莱尔–库尔瑟莱特之战（Battle of Flers–Courcelette）。9月15日开战当天，奥塔哥第二营和奥克兰第二营攻占富罗森林（Bois des Foureaux）东南部许多德军战壕。进攻从早上6点20分开始。布朗的连在大炮有效支持下轻松夺取第一条战壕，但在逼近下一条时侧翼遭遇猛烈机枪火力，导致多人死伤。布朗与杰西·罗杰斯（Jesse Rodgers）下士袭击机枪据点，打死守军并夺得机枪。连队其他军人重新集结并准备进攻下一道战壕。虽有大炮烟雾掩护，但他们又遇到机枪狙击，布朗等人迅速消灭据点敌兵。
新西兰军人在阻碍消除后进攻，早上七点前夺下人称斯威奇战壕的德军阵地，原定协助步兵攻势的坦克始终没有出现。布朗在接下来加强防御应对敌方反击的过程中发挥重要作用，他发掘新战壕，以便德军炮火轰炸斯威奇战壕时己方人员躲避。次日，第二营撤离前线，阵地由友军接手。布朗所在连开战当天共有180人，此时已牺牲123人。
经过休整，第二营在9月28日晚返回前线，与多个营负责进攻，扫荡瓦尔朗库尔欧库尔附近的德军战壕和据点:133–134。勒特朗斯卢瓦之战（Battle of Le Transloy）在10月1日打响，当天布朗又拿下以强大火力阻挡己方攻势的德军机枪据点。他仅携带手枪孤兵深入，打死据点德军并缴获机枪，为战友继续进攻并占领要塞创造条件。但就在向逃跑的德军射击时，布朗被狙击手打中头部当场死亡:239。

## 维多利亚十字勋章

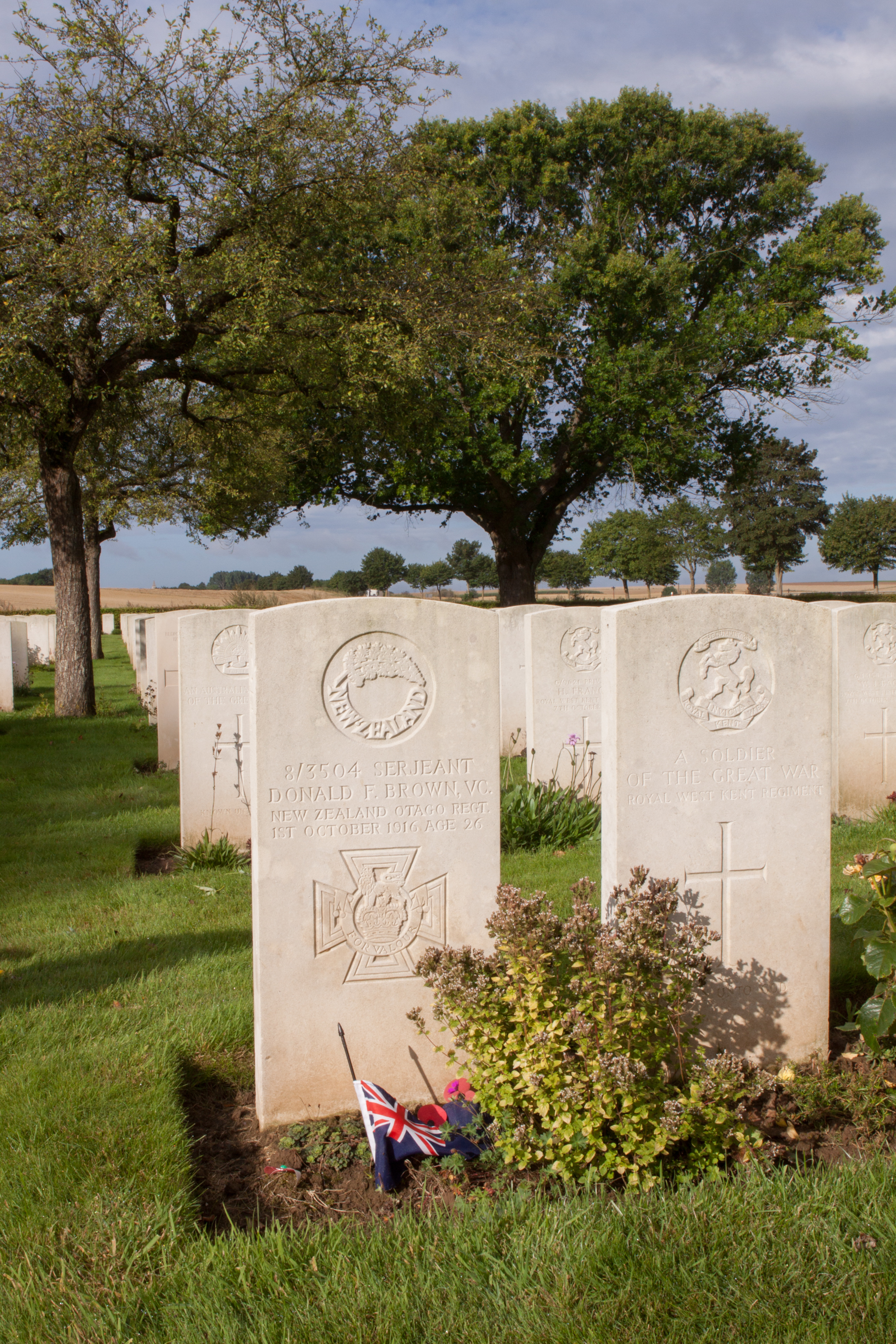
布朗葬于瓦尔朗库尔英国公墓

连长认为布朗在9月15日的战斗中表现英勇，建议颁授杰出行为勋章。第二营营长写给布朗父亲的信中表示，希望颁奖升级成维多利亚十字勋章。维多利亚十字勋章1856年设立，是大英帝国军人表现英勇的最高奖励:558–559。新西兰远征军高级将领起初未置可否，直到第二营军官争取提名维多利亚勋章后才行动。1917年6月12日，《伦敦宪报》刊登向布朗颁发维多利亚十字勋章的消息。授奖致辞如下：
感谢他在所属连队将士因机枪火力伤亡惨重时坚持进攻的勇敢和决心。这名士官带领战友冒重大个人风险抵达敌方枪口不足30码（27.4米），打死四名敌人并夺下机枪。连队继续前往，但又被机枪狙击。布朗中士再度挺身而出，胆量十足地带领战友冲向机枪阵地打死敌人。拿下第二个阵地后，连队又遭遇猛烈炮火，士官布朗临危不惧、沉着冷静，有效维持部下士气。布朗中士在接下来的进攻中无比英勇，单枪匹马冲向阻挡攻势的机枪据点，打死敌军并缴获机枪。此后，这位勇敢的军人在狙击逃敌时阵亡。——1917年6月12日《伦敦宪报》，编号30130
布朗是首位因在西方战线表现英勇获维多利亚十字勋章的新西兰远征军人，此前部队仅有西里尔·巴塞特（Cyril Bassett）因加里波利之战获奖:34。1917年8月30日，新西兰总督、第二代利物浦伯爵亞瑟·福爾賈姆在奥马鲁举办仪式，把维多利亚勋章交给布朗的父亲。勋章由布朗的家人保留，怀塔基男子高中、怀乌鲁（Waiouru）的伊丽莎白女王陆军纪念博物馆，以及北奥塔哥博物馆都曾借去展出。
布朗葬在法国瓦尔朗库尔英国公墓。1917年10月27日，他的纪念牌匾在奥玛鲁市议会揭幕。1919年，为纪念一战期间牺牲的北奥塔哥人士，奥马鲁栽下橡树。此外，达尼丁女王花园也有纪念布朗的牌匾。